# Calzada de los Misterios
La Calzada de los Misterios es una importante y larga avenida que se ubica al norte de la Ciudad de México y cuyo trayecto actual conecta al Santuario de Nuestra Señora de Guadalupe con el Paseo de la Reforma. Levantada desde los tiempos prehispánicos, ésta fue una de las tres grandes calzadas que atravesaron al entonces Lago de Texcoco para cumplir tanto con la función de conectar a la entonces capital mexica de México-Tenochtitlan con los que en su momento fueron considerados como poblados de tierra firme, así como de separar las aguas dulces de las saladas. Principalmente el trazado que esta vía presentó comunicó en ese tiempo a dicha ciudad con el entonces pequeño poblado de Tepeayacac, ubicado al pie del cerro homónimo, el cual en ese entonces formaba una pequeña península.

## Trayecto
La circulación que observa la calzada es de un solo sentido, de norte a sur, y se origina desde el entronque con la avenida Cantera y la calzada Ticoman, en donde termina el antiguo Acueducto de Guadalupe. Dicho entronque corresponde a una ampliación hecha durante la segunda mitad del siglo XX, siguiendo parte de la traza del acueducto virreinal, el cual en realidad acababa casi al lado poniente de la parte posterior de la Nueva Basílica.[cita requerida]
Siguiendo el sentido mencionado, concluye en la glorieta de Peralvillo, donde se conecta con la ampliación del Paseo de la Reforma, tramo realizado en 1964, durante la administración de Ernesto P. Uruchurtu, entonces regente de la Ciudad de México.

## Historia
El trazo actual de la calzada fue hecho por los mexicas, con el fin de unir México Tenochtitlan con el resto de la cuenca del Valle de México. Esta calzada, ubicada al norte, conectó a la ciudad con el pueblo de Tepeyacac, el cual estaba ubicado al pie del Cerro del Tepeyac, en la actual Sierra de Guadalupe. En este poblado figuraba porque en él se encontraba un pequeño templo dedicado a la diosa Tonantzin (quien en la mitología mexica es considerada como la madre de los dioses). El templo era visitado al igual que la actual Basílica, por personas de toda Mesoamérica y recorrían la antigua calzada para llegar al templo. La calzada era usada también como un dique el cual separaba el agua dulce que caía de los cerros del agua salada del lago de Texcoco y al igual que otras calzadas construidas por los mexicas esta era doble, con un canal al centro y poseía puentes móviles, tenía un núcleo de arcilla o de piedra. A diferencia de las calzadas que daban al poniente del valle, esta tenía pocos o ningún paso para canoas y era más resistente. En esos tiempos esta calzada era conocida como Calzada del Tepeyac.
Si bien una vez terminada la conquista fueron destruidas muchas obras de ingeniería levantadas por la mano indígena, y que comunicaban a la ciudad mexica con tierra firme, esta vía al igual que las demás siguió aún vigente dada su importancia a lo largo del periodo colonial. A inicios de la época colonial la calzada fue mejorada ya que a raíz de las apariciones de la Virgen y la construcción de su templo en las faldas del cerro del Tepeyac, la población de la pequeña Villa de Guadalupe aumentó y requirió de una mejor forma de comunicarse con la cercana ciudad. Por ella pasaron tanto las peregrinaciones que se hacían al Santuario Mariano desde el inicio del culto a la Virgen de Guadalupe, ya sea para venerarla o para pedir el término de las variadas inundaciones que azotaron a la entonces capital virreinal y por otro lado era el camino de acceso de los Virreyes a su llegada a la capital. En esta época la calzada se llamaba Santa Ana o Calzada de Piedra, aunque también era conocida como Calzada de Guadalupe.

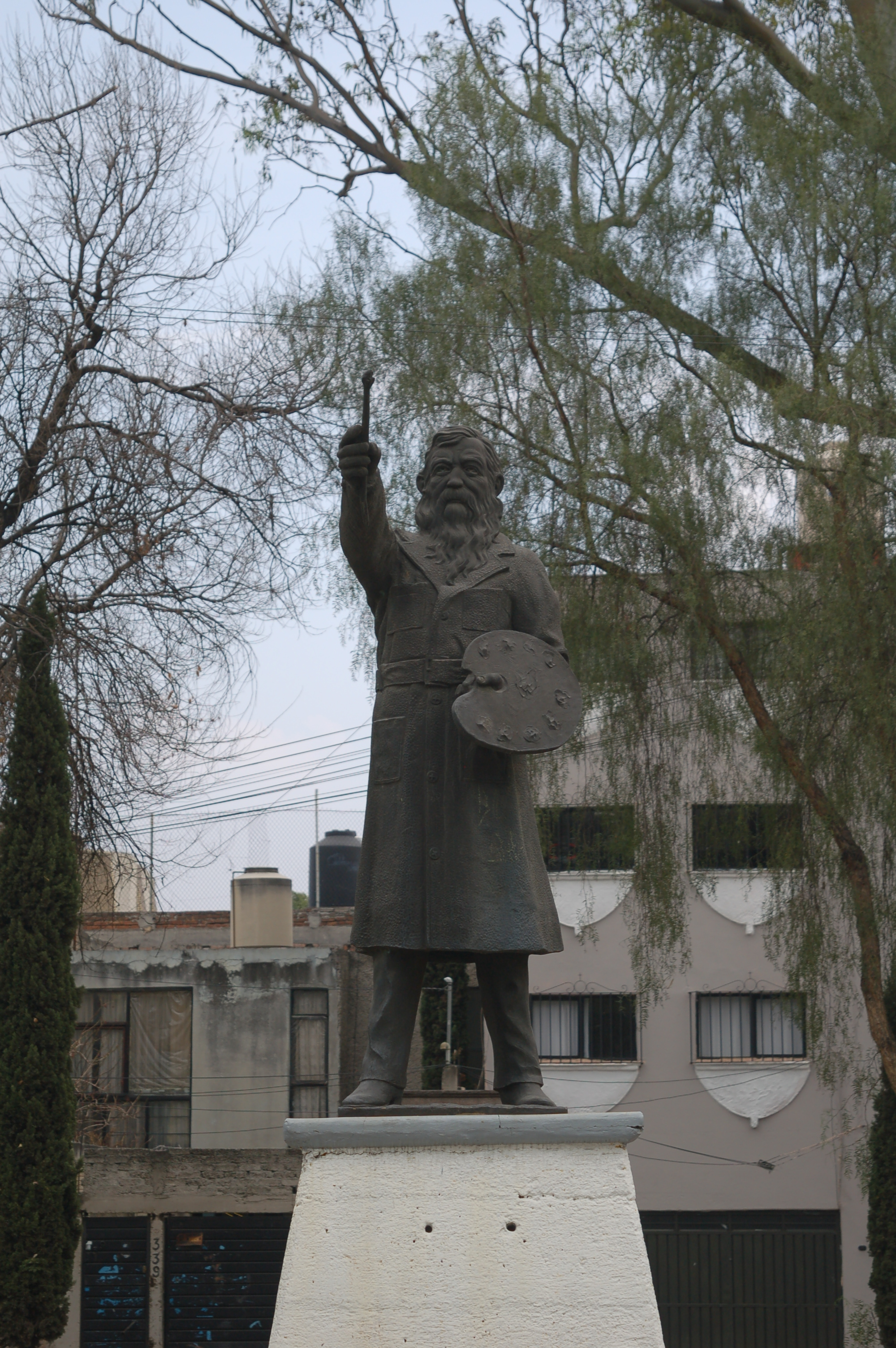
Monumento a José María Velasco en Calzada de los Misterios.

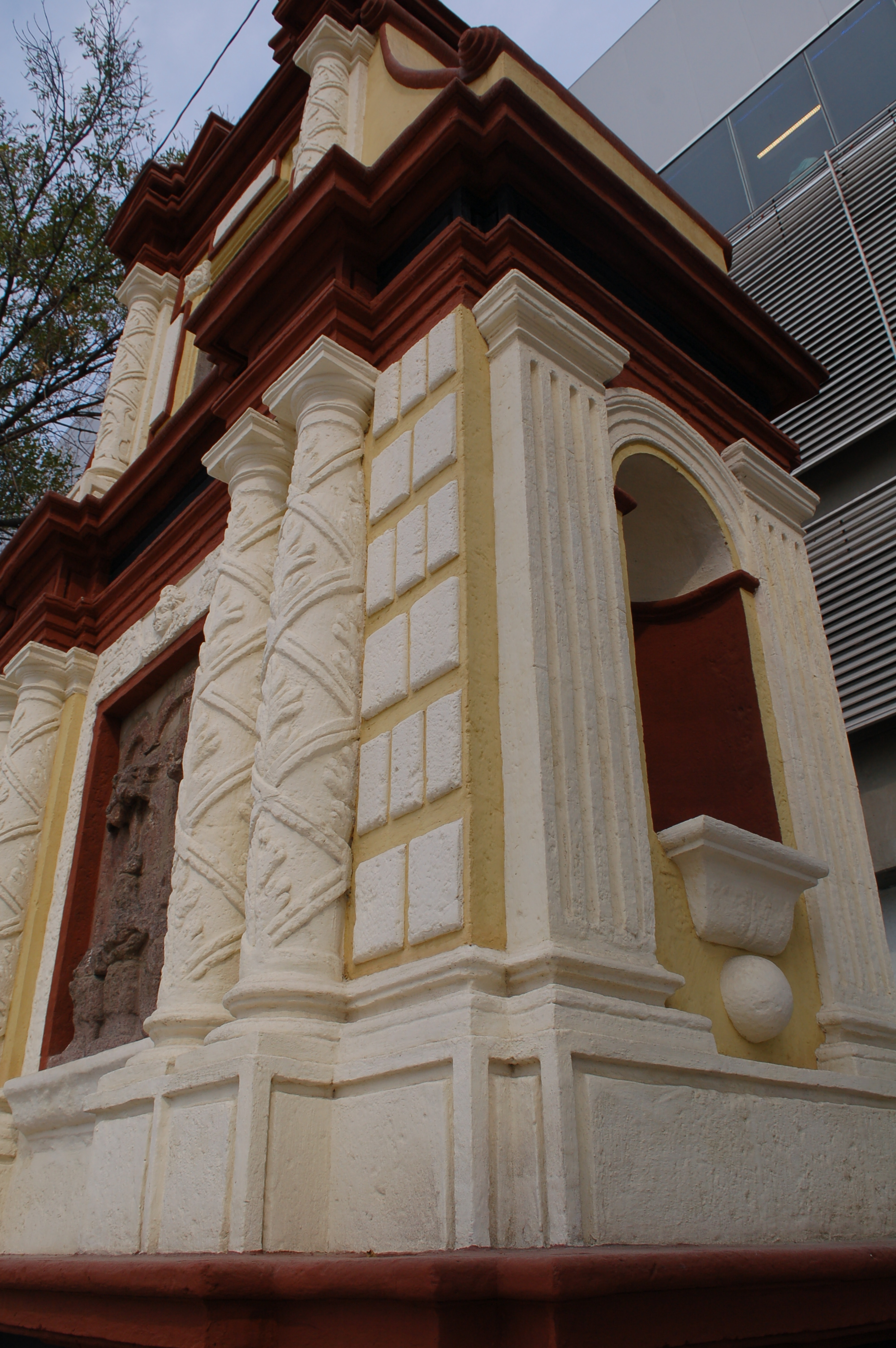
Detalle de la esquina de un misterio, donde se puede ver el cuerpo central, las pilastras, almohadillados y uno de los nichos laterales.

En 1604 la Calzada sufrió daños debido a una inundación. Fue reconstruida en cinco meses, habiendo intervenido en la obra dos mil trabajadores. El Virrey y Arzobispo Fray Payo Enríquez gastó considerables sumas en su reparación, conservación y embellecimiento. Las obras comenzaron el 17 de diciembre de 1673 y con estas se consideraron las siguientes dimensiones: 5500 varas (4.565 km aprox.) desde la Garita de Peralvillo hasta la Villa de Guadalupe, 16 varas (13.28 m aprox.) de ancho y vara y media (1.245 m aprox.) de alto. En 1675 se comenzaron a levantar los 15 misterios, diseñados por el arquitecto Cristóbal de Medina en estilo barroco, que conmemoraban cada uno de los 15 misterios del Rosario. Estos enormes monumentos fueron fabricados con piedra, tienen 4 metros de largo por 1.50 de ancho y 8 de alto, se componen de tres cuerpos, el primero es el basamento y no contiene ornamentación, el segundo es donde se encuentra la representación del misterio al que aluden en piedra blanca, teniendo en sus laterales unos nichos donde se tenían esculturas de santos, y en el tercer cuerpo se encuentra una representación de la Virgen de Guadalupe; se les conocía como humilladeros o como se les conoce actualmente Misterios y era costumbre que quienes hacían el recorrido de México al Santuario de Nuestra Señora de Guadalupe en peregrinación rezaran mientras tanto el Rosario, guiándose por estos monumentos. La parte central de la calzada contaba con una rotonda monumental con un pórtico que le daba acceso y en su interior se localizaban tres arcos cuyo capitel tenía una estatua del Rey de España; actualmente en esta rotonda solo quedan las columnas de un antiguo arco y su forma, en esta rotonda también se colocó una estatua del pintor José María Velasco Gómez cuyas obras más famosas son dos pinturas del paisaje de la Ciudad de México vista desde la Sierra de Guadalupe (al norte de La Villa) y conocido vecino de la Villa de Guadalupe.
En 1741 se construyeron los puentes que atravesaban el Río Consulado y Río Guadalupe, este último de tres arcos y con una garita que daba acceso a la Villa. La nueva Calzada de Guadalupe al ser abierta en 1786 perjudicó y dañó a la antigua calzada la cual en ese tiempo era de piedra y se encontraba un poco dañada. La importancia de la Calzada de Guadalupe llegó al punto que en el siglo XIX se veían planos donde el puente del Río Guadalupe ya no existía en Calzada de los Misterios.
En 1854 la Calzada de los Misterios fue remodelada y se construyó la vía del Ferrocarril Mexicano a Veracruz la cual dañó seriamente a los monumentos; aunado a eso algunos traficantes y ladrones robaron pedazos de los monumentos, con lo que se destruyeron siete.

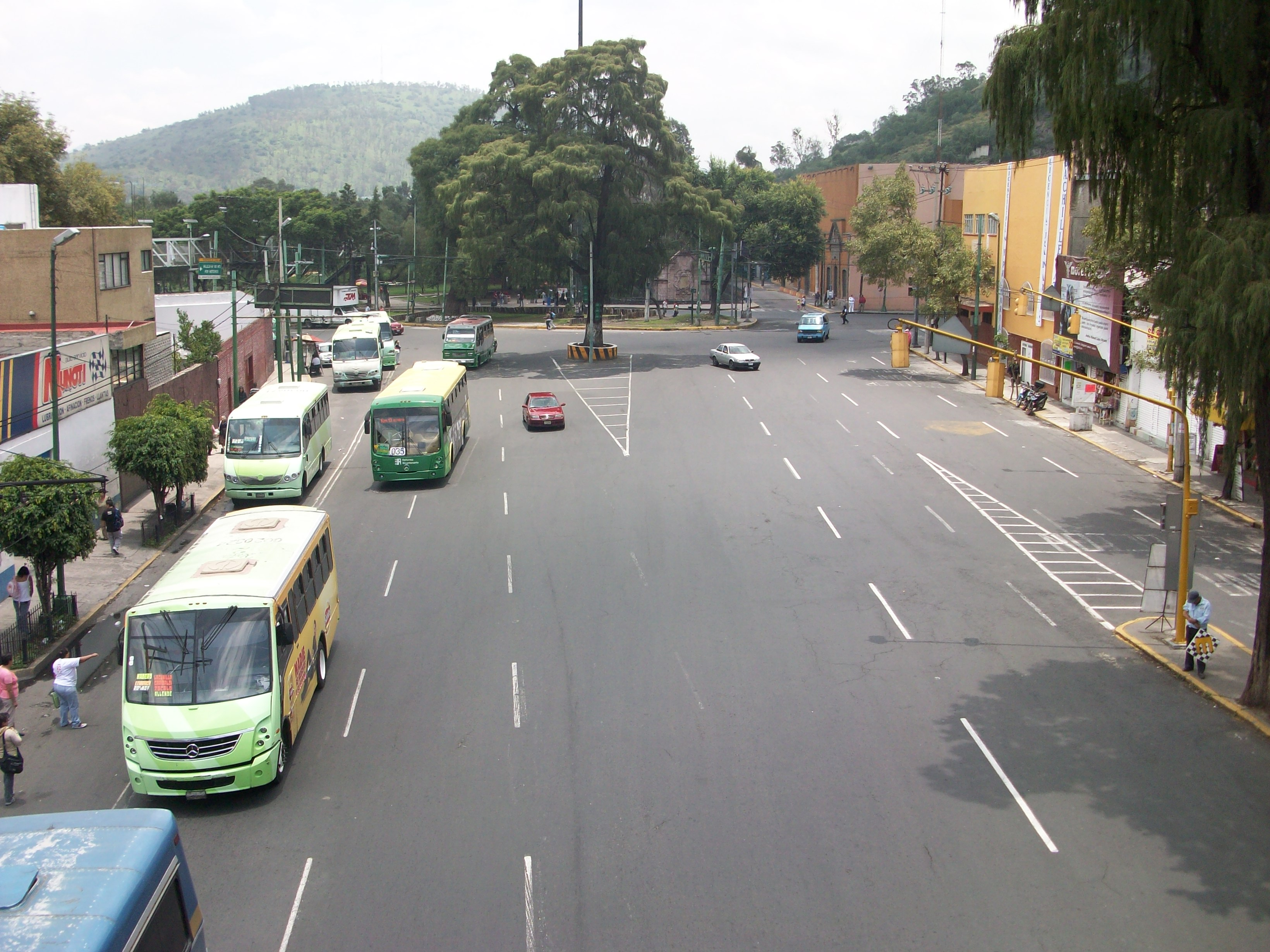
Inicio al norte de la Calzada de los Misterios en el cruce de las avenidas Ticoman, Cantera y Acueducto de Guadalupe

Si bien a finales del siglo XIX su trayecto se vio alterado por la construcción sobre la calzada de las vías del Ferrocarril de Veracruz, aún se encontraba buena parte de su trayecto lejano de la capital. Fue con el crecimiento de la ciudad ya para inicios del siglo XX que se levantaron fraccionamientos o colonias a sus lados.

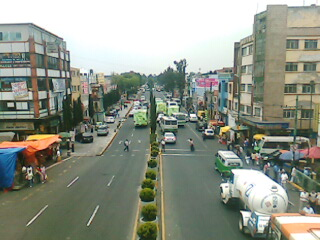
Calzada de los Misterios a la altura de La Villa vista de norte a sur.

En 1982, durante la segunda etapa de construcción de la red del Metro de la Ciudad de México, se comenzó a construir el segundo tramo de la Línea 5 del metro el cual comprendía de la estación Consulado a la estación La Raza. En este tramo se construyó la estación Misterios llamada así por su cercanía a la Calzada de Los Misterios (a seis cuadras al Poniente sobre la Avenida Río Consulado) y cuyo símbolo es un esquema básico de los monumentos colocados en la calzada.
De 1997 a 1999 se edificaron siete nuevos misterios para sustituir a los misterios destruidos anteriormente. Conjuntamente con la construcción de los nuevos misterios se mandó levantar una cruz monumental de 22 metros de alto, nombrada Monumento a los peregrinos, que fue bendecido por el Papa Juan Pablo II en 1999 y que se localiza al término de la Calzada de los Misterios cerca de lo que fue la Glorieta de Peralvillo donde se une la Calzada de los Misterios y la Calzada de Guadalupe e inicia la Avenida Paseo de la Reforma. También con estas obras se le quitó un carril a la calzada del lado Oriente para darle preferencia al peatón y para proteger a los monumentos de los coches y colocarles una pequeña plaza enfrente, también con estas obras se cambió la acera del lado Oriente y a la división central se le colocó una protección del lado Poniente y en algunos casos se amplió. En la rotonda central se cambió la estatua de José María Velasco de su lugar original en el poniente de la calzada al lado oriente donde estaban unos juegos los cuales pasaron al otro lado.

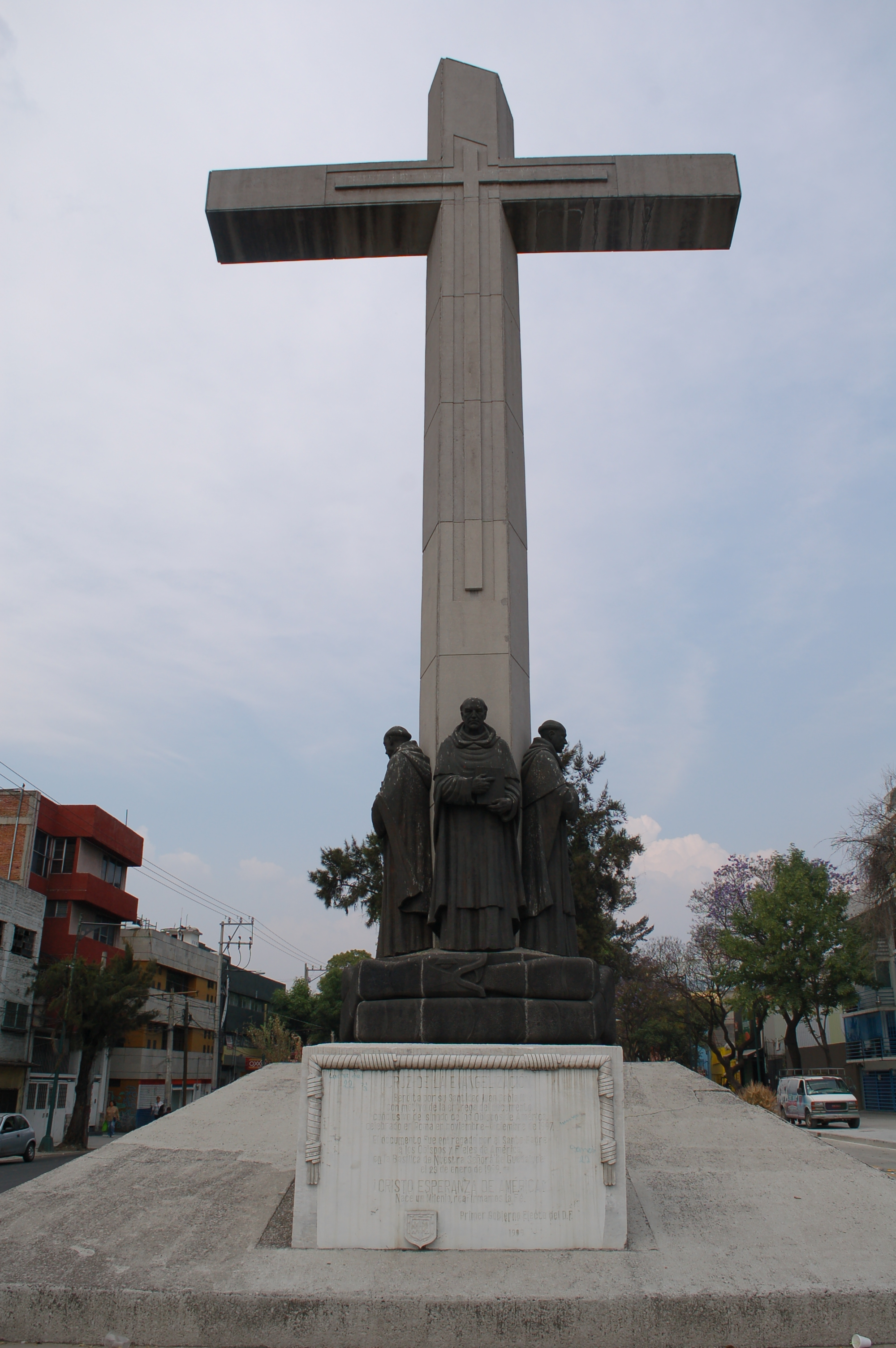
Monumento a los peregrinos en la calzada de los misterios.

La Calzada de los Misterios fue el camino de ida y regreso del Papamóvil del Papa Juan Pablo II en sus diferentes visitas a México. También es el camino de regreso de los peregrinos después de ir a ver a la Virgen de Guadalupe.
Actualmente y como parte de las obras de construcción de la línea 7 del Metrobús, se está remodelando completamente la calzada, incluyendo la restauración de los Misterios, pintándolos nuevamente con colores similares a los anteriores y reparando la cimentación del misterio La Encarnación del Hijo de Dios que se encontraba gravemente desplomado, así como recuperando los detalles en talavera del misterio La Coronación de Nuestra Señora y en general restituyendo el acabado del cuerpo inferior de cada monumento que en muchos casos ya se estaba perdiendo.

## Misterios
Como se había mencionado antes, esta calzada recibe el nombre de "Misterios" debido a los monumentos que recreaban los Misterios del Rosario, que fueron construidos durante la época colonial.
- Misterios Gozozos.
  - La Encarnación del Hijo de Dios (original).
  - La Visitación de Nuestra Señora (original).
  - El Nacimiento del Hijo de Dios (original).
  - La Purificación de Nuestra Señora (original).
  - El Niño Perdido y Hallado en el Templo (original).

- Misterios Dolosos.
  - La Oración del Huerto (original).
  - Los Azotes que el Hijo de Dios padeció atado a la Columna (original).
  - La Coronación de Espinas (Reconstruido en 1999).
  - Jesús con la Cruz a Cuestas (Reconstruido en 1999).
  - La Crucifixión y Muerte de Jesús (Reconstruido en 1999).

- Misterios Gloriosos
  - La Resurrección de Jesús (Reconstruido en 1999).
  - La Ascensión de Jesús al Cielo (Reconstruido en 1999).
  - La Venida del Espíritu Santo, Pentecostés (Reconstruido en 1999).
  - La Asunción de la Virgen María (Reconstruido en 1999).
  - La Coronación de Nuestra Señora. (original)
- Wikimedia Commons alberga una categoría multimedia sobre Los Misterios.